# 本篤九世
本篤九世（拉丁語：Benedictus PP. IX；1012年—1055年），本名圖斯庫盧姆的忒俄費拉克圖斯（Theophylactus of Tusculum），曾三度出任教宗，任期分別為1032年8月或9月－1044年9月、1045年3月10日－1045年5月1日和1047年10月－1048年8月。他是唯一一名非連續連任過三次的教宗。
許多文獻指他12歲就當上教宗，有些野史還說是11歲。但根據《天主教百科全書》，則認為他是應該是在18歲左右當上教宗，原因是其出生日期不詳。無論如何，他都是有史以來最年輕的教宗之一。
本篤九世的一生極度放蕩，喜好女色，甚至男色，被僧俗二眾所鄙視。在1036年被驅逐出羅馬，后尋求到神聖羅馬皇帝康拉德二世協助返都重祚。1044年1月本篤九世又被驅逐，思維三世繼立。本篤九世在外依然自稱教宗，並在一段時間被認為是偽教宗，兩個月後，本篤九世又驅逐思維三世，重新復辟。沒多久本篤九世再因想結婚而還俗，而將他的教宗職務以650公斤黃金的代價賣給他的代父額我略六世。但後來本篤九世又反悔，輾轉取回教宗寶座一段時間。
本篤九世真正的逝世日期從來無法確定，有多種說法說他可能死於1055年、1065年或1085年。

## 譯名列表
- 本篤九世：天主教香港教區禮儀委員會：禧年專頁 （页面存档备份，存于）、香港天主教教區檔案　歷任教宗、《大英簡明百科知識庫》2005年版[永久]作本篤。
- 本尼狄克九世：《世界人名翻譯大辭典》1993年版作本尼狄克。